# Barrage Gouin
Barrage Gouin är en dammbyggnad i Kanada.   Den ligger i regionen Mauricie och provinsen Québec, i den sydöstra delen av landet, 300 km norr om huvudstaden Ottawa. Barrage Gouin ligger 427 meter över havet.
Terrängen runt Barrage Gouin är huvudsakligen platt, men åt sydost är den kuperad. Trakten runt Barrage Gouin är nära nog obefolkad, med mindre än två invånare per kvadratkilometer.. Det finns inga samhällen i närheten. 
I omgivningarna runt Barrage Gouin växer i huvudsak blandskog.